# Андреј Абдувалијев
Андреј Абдувалијев (рус. Андрей Хакимович Абдувалиев; Лењинград, 30. јун 1966) је бивши совјетски, таџикистански и узбекистански бацач кладива.

## Биографија
Рођен је 30. јуна 1966. у Лењинграду. Освојио је златну медаљу из атлетике на Летњим олимпијским играма 1992. док је представљао Уједињени тим, као и на Светском првенству 1993. и 1995. Такмичио се за Совјетски Савез, а након његовог распада је изабрао да представља Таџикистан. Године 1997. је променио националност у Узбекистан чиме је постао један од ретких спортиста који се такмичио за три државе. Његово друго олимпијско учешће је било на Летњим олимпијским играма 2000. када је представљао Узбекистан. Његов лични рекорд је био 83,46 метара 1990. године.

## Међународна такмичења
| Совјетски Савез | Совјетски Савез       | Совјетски Савез | Совјетски Савез | Совјетски Савез |
| --------------- | --------------------- | --------------- | --------------- | --------------- |
| 1990.           | Игре добре воље       | Сијетл          | 2               | 82.20 m         |
| 1991.           | Светско првенство     | Tокио           | 5               | 78.30 m         |
| Уједињени тим   |                       |                 |                 |                 |
| 1992.           | Летње олимпијске игре | Барселона       | 1               | 82.54 m         |
| Таџикистан      |                       |                 |                 |                 |
| 1993.           | Светско првенство     | Штутгарт        | 1               | 81.64 m         |
| 1995.           | Светско првенство     | Гетеборг        | 1               | 81.56 m         |
| 1995.           | Централноазијске игре | Ташкент         | 1               |                 |
| Узбекистан      |                       |                 |                 |                 |
| 1997.           | Светско првенство     | Атина           | 15              | 74.96 m         |
| 1998.           | Азијско првенство     | Фукуока         | 1               |                 |
| 1998.           | Азијске игре          | Бангкок         | 2               |                 |
| 1999.           | Светско првенство     | Севиља          | 15              | 75.12 m         |
| 2000.           | Летње олимпијске игре | Сиднеј          | 15              | 75.64 m         |